# Alexis Holmes
Alexis Holmes (* 28. Januar 2000 in Hamden, Connecticut) ist eine US-amerikanische Leichtathletin, die sich auf den Sprint spezialisiert hat. Ihren größten sportlichen Erfolg feierte sie im Jahr 2023 mit dem Gewinn der Goldmedaille mit der US-amerikanischen Mixed-Staffel bei den Weltmeisterschaften in Budapest sowie dem Olympiasieg mit der Frauenstaffel 2024 in Paris.

## Sportliche Laufbahn
Alexis Holmes wuchs in Cheshire in Connecticut auf und besuchte ab 2018 die Pennsylvania State University, ehe sie 2020 an die University of Kentucky wechselte und dort ihren Abschluss in Public Health machte. 2019 sammelte sie bei den U20-Panamerikameisterschaften in San José erste internationale Erfahrungen und gewann dort in 52,59 s die Silbermedaille im 400-Meter-Lauf und siegte mit der US-amerikanischen 4-mal-400-Meter-Staffel in 3:24,04 min. 2022 wurde sie NCAA-Collegemeisterin mit der 4-mal-400-Meter-Staffel der Kentucky Wildcats. 2023 wurde sie bei den Weltmeisterschaften in Budapest mit der US-amerikanischen 4-mal-400-Meter-Staffel im Vorlauf disqualifiziert und gewann mit der Mixed-Staffel in neuer Weltrekordzeit von 3:08,80 min gemeinsam mit Justin Robinson, Matthew Boling und Rosey Effiong die Goldmedaille. 2024 gewann sie bei den Hallenweltmeisterschaften in Glasgow in 50,24 s die Bronzemedaille über 400 Meter hinter den Niederländerinnen Femke Bol und Lieke Klaver. Zudem gewann sie mit der Frauenstaffel in 3:25,34 min gemeinsam mit Quanera Hayes, Talitha Diggs und Bailey Lear die Silbermedaille hinter dem niederländischen Team. Im Mai siegte sie bei den World Athletics Relays auf den Bahamas in 3:21,70 min mit der Frauenstaffel und bei den Bislett Games wurde sie in 50,40 s Dritte über 400 Meter. Im August belegte sie bei den Olympischen Sommerspielen in Paris in 49,77 s im Finale den sechsten Platz und siegte mit der Staffel in 3:15,27 min gemeinsam mit Shamier Little, Sydney McLaughlin-Levrone und Gabrielle Thomas und stellte damit einen neuen Nordamerikarekord auf und verpasste nur knapp den Weltrekord. Anschließend wurde sie beim Memorial Van Damme in 50,32 s Zweite über 400 Meter.
2025 gewann sie bei den Hallenweltmeisterschaften in Nanjing in 50,63 s die Silbermedaille über 400 Meter hinter der Britin Amber Anning und siegte mit der 4-mal-400-Meter-Staffel in 3:27,45 min gemeinsam mit Quanera Hayes, Bailey Lear und Rosey Effiong.
In den Jahren 2024 und 2025 wurde Holmes US-amerikanische Hallenmeisterin im 400-Meter-Lauf.

## Persönliche Bestzeiten
- 400 Meter: 49,77 s, 9. August 2024 in Paris
  - 400 Meter (Halle): 50,24 s, 2. März 2024 in Glasgow